# Medal Marii Grzegorzewskiej

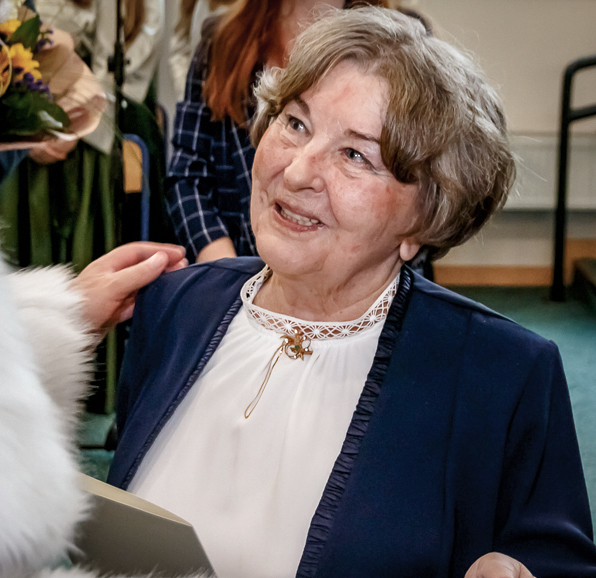
Prof. dr hab. Danuta Gielarowska-Sznajder odbierająca Medal Marii Grzegorzewskiej w Akademii Pedagogiki Specjalnej

Medal Marii Grzegorzewskiej Akademii Pedagogiki Specjalnej im. Marii Grzegorzewskiej – medal przyznawany od 2012 osobom, które poniosły istotne zasługi dla Akademii Pedagogiki Specjalnej im. Marii Grzegorzewskiej i które przyczyniły się do rozwoju tej uczelni.

## Laureaci
- prof. dr hab. Adam Frączek (2012),
- prof. dr hab. Karol Poznański (2012),
- dr hab. Urszula Eckert (2013),
- dr Ewa Tomasik (2014),
- dr Ewa Żabczyńska (2015),
- dr Wojciech Gasik (2015),
- dr hab. Lidia Chmielewska (2016),
- prof. dr hab. Andrzej Góralski (2017),
- Genowefa Chmiel (2018),
- prof. dr hab. Danuta Gielarowska-Sznajder (2019),
- dr hab. Andrzej Stadnicki (2020),
- prof. Joanna Głodkowska (2022),
- dr hab. Jan Łaszczyk[3] (2022),
- prof. dr hab. Edyta Gruszczyk-Kolczyńska (2023)[1].